# Plevenov načrt
Plevenov Načrt je načrt za skupno evropsko vojsko, ki ga je 24. oktobra 1950 predlagal francoski premier René Pleven. Podobno kot Schumanov načrt, je tudi Plevenov načrt bil v glavnem delo Jeana Monneta, in sicer za ustanovitev nadnacionalne evropske vojske in Evropske obrambne skupnosti (EOS). EOS bi naj vključevala države Beneluksa, Francijo, Italijo in Zahodno Nemčijo. ZDA bi bile izključene. EOS bi predstavljala tekmeca vojaški organizaciji NATO (v kateri so glavno vlogo imele ZDA), v tej skupnosti pa bi glavno vlogo imela Francija. Tako kot je Schumanov načrt predvideval nadnacionalni nadzor pri industrijah premoga in jekla, je tudi ta bil ustvarjen z razlogom, da Nemčija ne bi bila zmožna začeti ponovne vojne. Britanci so povabilo, da se pridružijo, zavrnili.

## Oblikovanje ideje
Plevenov načrt je predvideval, da bi Evropska vojska bila sestavljena iz vojaških enot, ki bi jih prispevale države članice ter da bi vojska bila podvržena nadnacionalnemu nadzoru. Načrt sicer ni izključeval možnosti, da bi države lahko vzporedno imele tudi lastno vojsko; edina izjema bi bila Nemčija, ki bi ji lastna vojska bila prepovedana.

## Struktura Evropske vojske
Načrt je predvideval skupno Evropsko vojsko, sestavljeno iz štiridesetih divizij. Od tega bi bilo štirinajstih francoskih, dvanajst nemških, enajst italijanskih, tri pa bi prispevale države Beneluksa.
Nadzor nad vojsko bi sicer bil skupen, vendar pa načrt ni predvideval divizij, kjer bi nacionalnost vojakov bila mešana.

## Odzivi
Kljub temu, da je leta 1951 v Veliki Britaniji bila ponovno izvoljena konservativna vlada, na čelu katere je bil Winston Churchill, velik podpornik evropske integracije, so Britanci vseeno povabilo za pridružitev zavrnili.
Administracija ZDA je bila v začetku zadržana glede ideje, vendar je Monnet uspel, da je pridobil podporo Dwighta. D. Eisenhowerja, ki je ta čas bil NATO vodja zaveznikov v Evropi. Posledično je idejo nato podprla tudi vlada ZDA.
Konrad Adenauer je idejo podprl. Upal je, da bi pri realizaciji načrta zavezniške sile, ki so še bile prisotne v Nemčiji, ozemlje posledično zapustile.
Države Beneluksa in Italija so idejo podprle iz razlogov, ki so bili v osnovi enaki tistim, zaradi katerih so se pridružile Evropski skupnosti za premog in jeklo (ESPJ).